# Aerobiz
Aerobiz (エアーマネジメント, Air Management - Oozora ni Kakeru au Japon) est un jeu de gestion de compagnie aérienne développé et édité par Koei, sorti en 1992 sur Mega Drive, Super Nintendo, FM Towns, PC-98 et X68000.
Le jeu a pour suite Aerobiz Supersonic, sorti en 1994.

## Accueil
- Famitsu : 29/40[1]